# Македонцы в Австралии
Македонские австралийцы (макед. Македонски Австралијанци, англ. Macedonian Australians) — граждане Австралии македонского происхождения. Многие прибыли в 1920-х и 1930-х годах, хотя большее количество прибыло в Австралию после Второй мировой войны и гражданской войны в Греции. Безусловно, самая большая волна иммиграции пришлась на 1960-е и 1970-е годы. Диаспора в Австралии считается крупнейшей македонской диаспорой во всём мире.

## Демография
По переписи 2011 года 40 222 жителя Австралии числятся родившимися в Республике Македония. В общей сложности 93 570 жителей заявили о своем происхождении как македонца либо отдельно, либо в сочетании с другим происхождением. В 2011 году на македонском дома говорили 68 843 человека. В 2001 году, Македония была 26-м местом рождения в Австралии.

Люди македонского происхождения в процентах от населения Австралии, разделенные географически по статистическим районам, по данным переписи 2011 года.

Австралийские города с крупнейшими общинами македонского происхождения — это Мельбурн (17 286 человек, особенно в пригородах), Сидней (11 630 человек, особенно на юге) и Вуллонгонг (4 279 человек — около 1,6 % населения Вуллонгонга).
В 2001 году 81 898 человек заявляли о македонском происхождении, в 2006 году это число выросло до 83 978 человек в 2006 году. Македонцы были 21-й по распространенности группой предков. Из общего числа заявивших о македонском происхождении в 2001 году 39 244 человека, или 47,9 %, родились в Македонии, 35 805 человек, или 43,7 %, родились в Австралии, 2919 человек, или 3,6 %, родились в Греции и примерно 5 % родились в других странах.
Большинство македонских австралийцев исповедуют православную христианскую веру, хотя есть небольшое количество методистов и мусульман . 36 749 жителей Австралии македонского происхождения заявили, что они христиане, а 2161 человек заявили, что они мусульмане. В 2001 г. в Македонской Православной Церкви насчитывалось 53 249 последователей.

## Язык
Македонский был десятым по распространенности языком в Австралии. В 2011 году 68 843 человека говорили дома на македонском языке. В 2001 г. треть говорящих на македонском языке были в возрасте старше 65 лет, 25,9 % — в возрасте от 55 до 64 лет, 31,8 % — в возрасте от 25 до 54 лет, 1,2 % — в возрасте от 13 до 24 лет и 7,7 % — в возрасте от 0 до 12 лет.
Большинство австралийцев, родившихся на территории Македонии, используют македонский дома (35 070 или 86 % из 40 656 в 2006 г.). Респонденты переписи охарактеризовали владение английским языком австралийцами, родившимися в Македонии, как очень хорошее 33 %, хорошее 33 %, 26 % плохое (8 % не указали или сказали, что неприменимо).
Наиболее значительным населением, говорящим на македонском языке по состоянию на 2001 г., были Мельбурн — 30 083 человека, Сидней — 19 980 человек, Вуллонгонг — 7 420 человек, Перт — 5 772 человека, Ньюкасл — 1 993 человека, Джилонг — 1 300 человек, Квинбиан — 1 105 человек.
Во многих пригородах есть большие общины, говорящие на македонском языке, самые большие из них: Порт-Кембла (20,9 %), Томастаун (16,7 %), Банксия (16,1 %), Конистон (15,9 %) и Лалор (14,8 %). В 2001 году Крингила был назван «самым македонским» пригородом во всей Австралии, где 32,8 % населения говорят дома по-македонски.

## История
Македонцы прибыли в Австралию с конца 1880-х годов как Печалбари (рабочие), которые уезжали за границу, чтобы заработать деньги, а затем возвращались домой. Две основные волны ранней македонской иммиграции, по словам Питера Хилла, были, когда в 1924 году США ввели более жесткую иммиграционную политику, и в 1936 году, когда к власти пришел режим Иоанниса Метаксаса. К 1921 г. в Австралии проживало 50 македонцев, к 1940 г. это число превысило 6000 человек, большинство из которых были из Флорины, Кастории и Битолы . Однако до Второй мировой войны, когда македонская идентичность приобрела популярность, многие македонцы не имели сильного чувства национальной идентичности, а имели региональное. Основное население до Второй мировой войны обычно считало себя этнически македонскими болгарами или просто болгарами. До этого, количество иммигрантов из Македонии в Австралии было незначительным.
После Второй мировой войны и гражданской войны в Греции многие македонцы из Греции приехали в Австралию, эти люди известны как эгейские македонцы, они поселились в таких областях, как Ричмонд и Футскрей. Когда была введена югославская политика, поощрявшая ее граждан работать за границей, многие этнические македонцы в Югославии уехали в Австралию. Пик этой эмиграции пришелся на начало 1970-х гг. Они поселились в основном в промышленных районах, особенно в Вуллонгонге и Ньюкасле, в пригороде Мельбурна (Томастауне) и пригороде Сиднея (Рокдейле). Многие македонцы из Югославии также поселились в изолированных частях Австралии, таких как Порт-Хедленд . Большинство этих иммигрантов были выходцами из сельского хозяйства. Македонская миграция замедлилась к 1980-м годам, но возобновилась только в начале 1990-х после распада Югославии .
По данным переписи 2006 г., 64 % жителей Австралии, родившихся в Македонии, прибыли до 1980 года.